# Mammut (Erlebnispark Tripsdrill)
Pour les articles homonymes, voir Mammut.
Mammut est un parcours de montagnes russes en bois du parc Erlebnispark Tripsdrill, situé à Cleebronn, dans le Bade-Wurtemberg, en Allemagne. L'attraction est thématisée sur l'univers du bois et des scieries. Le nom de l'attraction fait d'ailleurs référence au séquoia (Mammutbäume en allemand).

## Le circuit
Le parcours commence par une partie parcours scénique, ensuite fait une petite descente et entame la montée. La montée se fait lentement puis le train descend a 90 km/h et suis son chemin.

## Statistiques
- Éléments : Tunnel
- 2 trains de 4 wagons. 6 passagers par wagon. Les trains ont été construits par Gerstlauer.

## Galerie

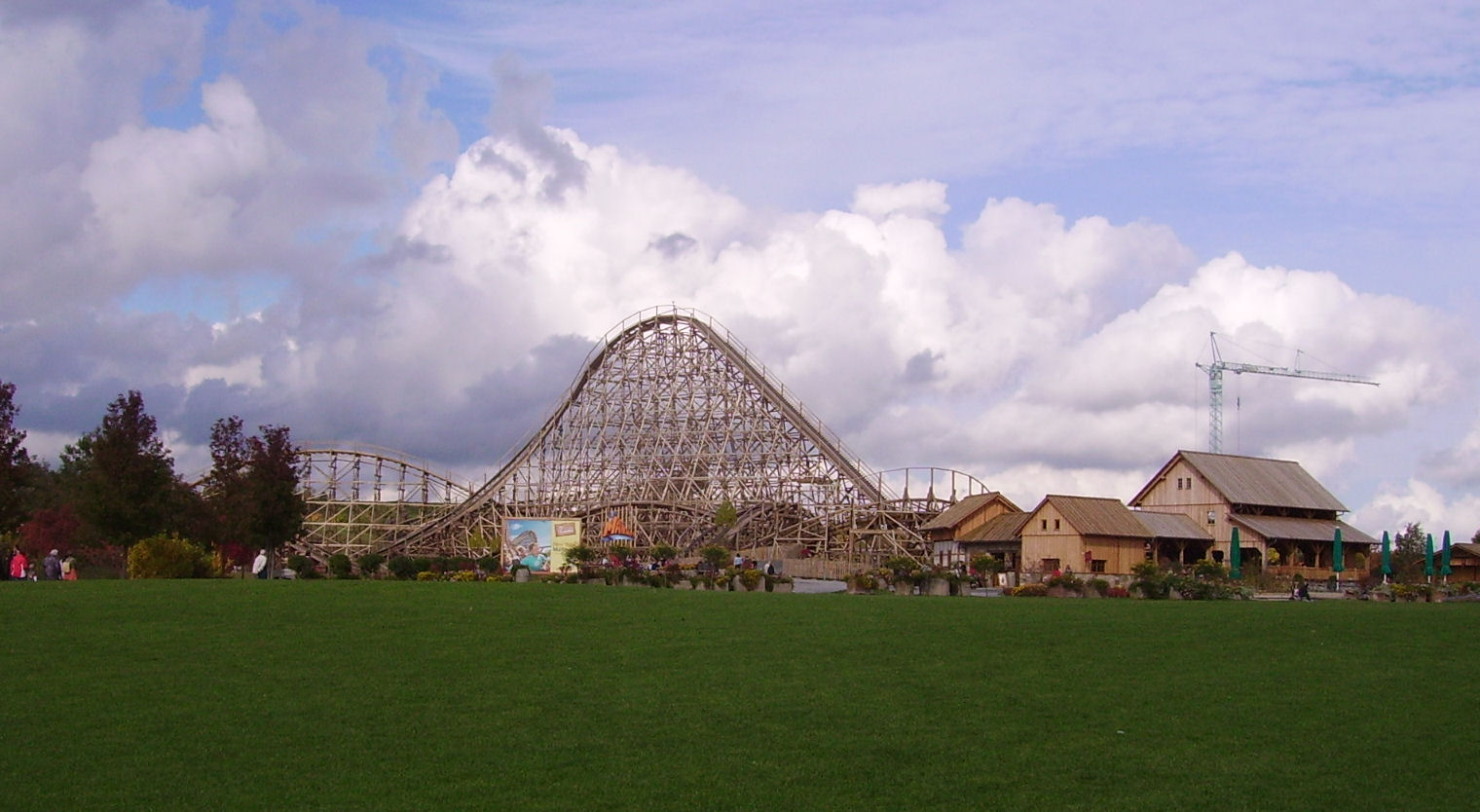
Vue d'ensemble de l'attraction.
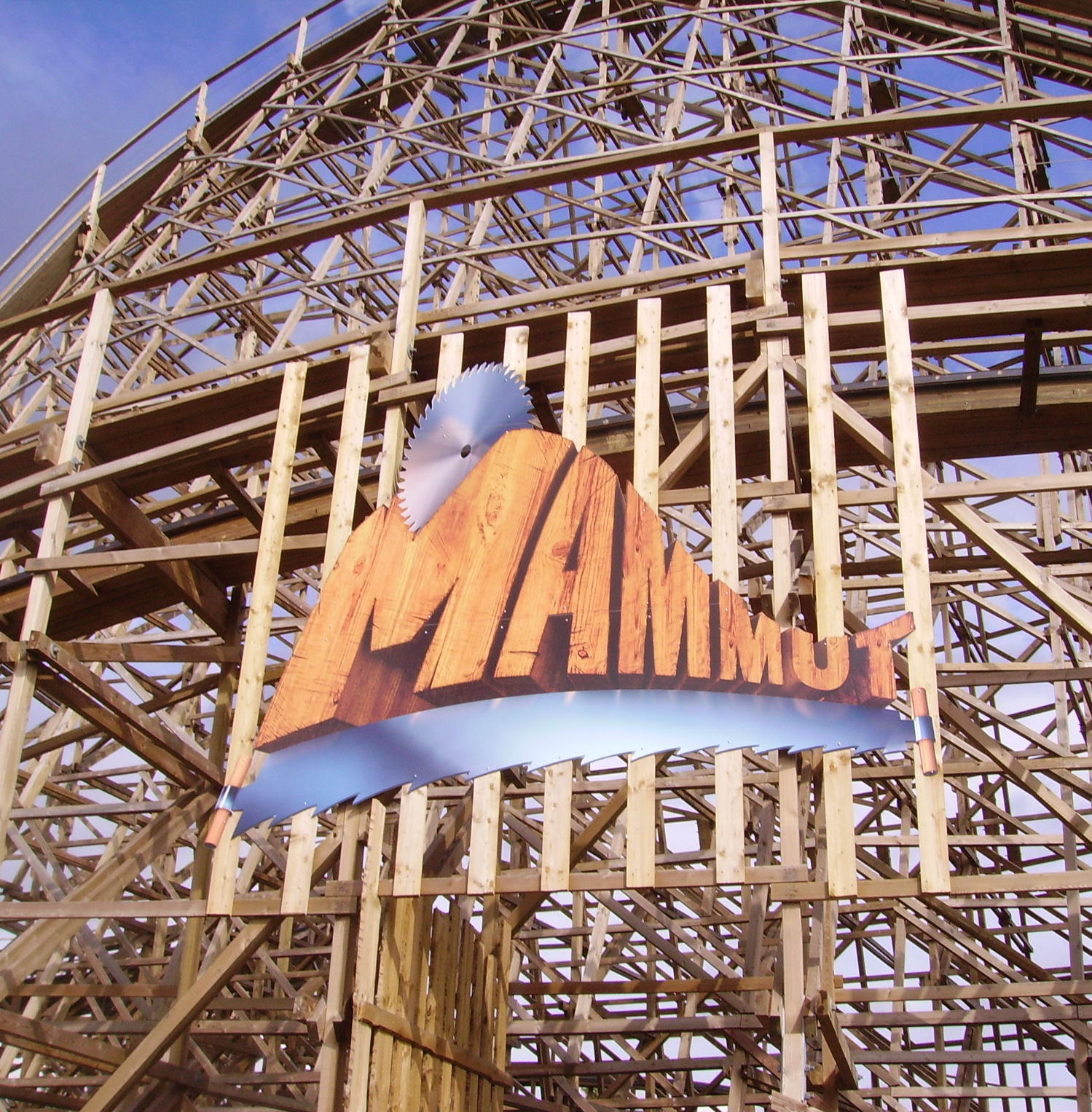
Enseigne au-dessus de l'entrée.
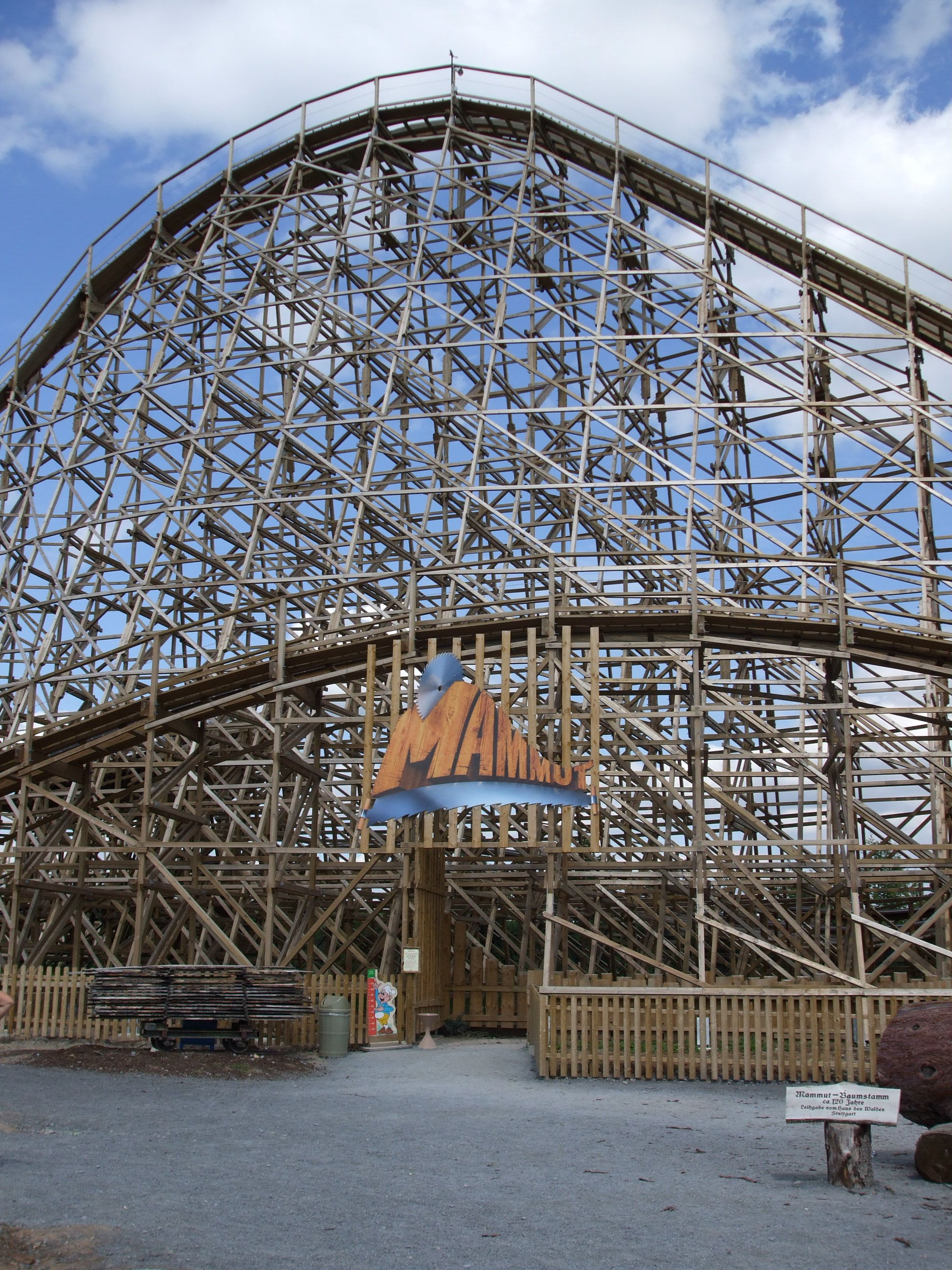
Entrée de l'attraction.
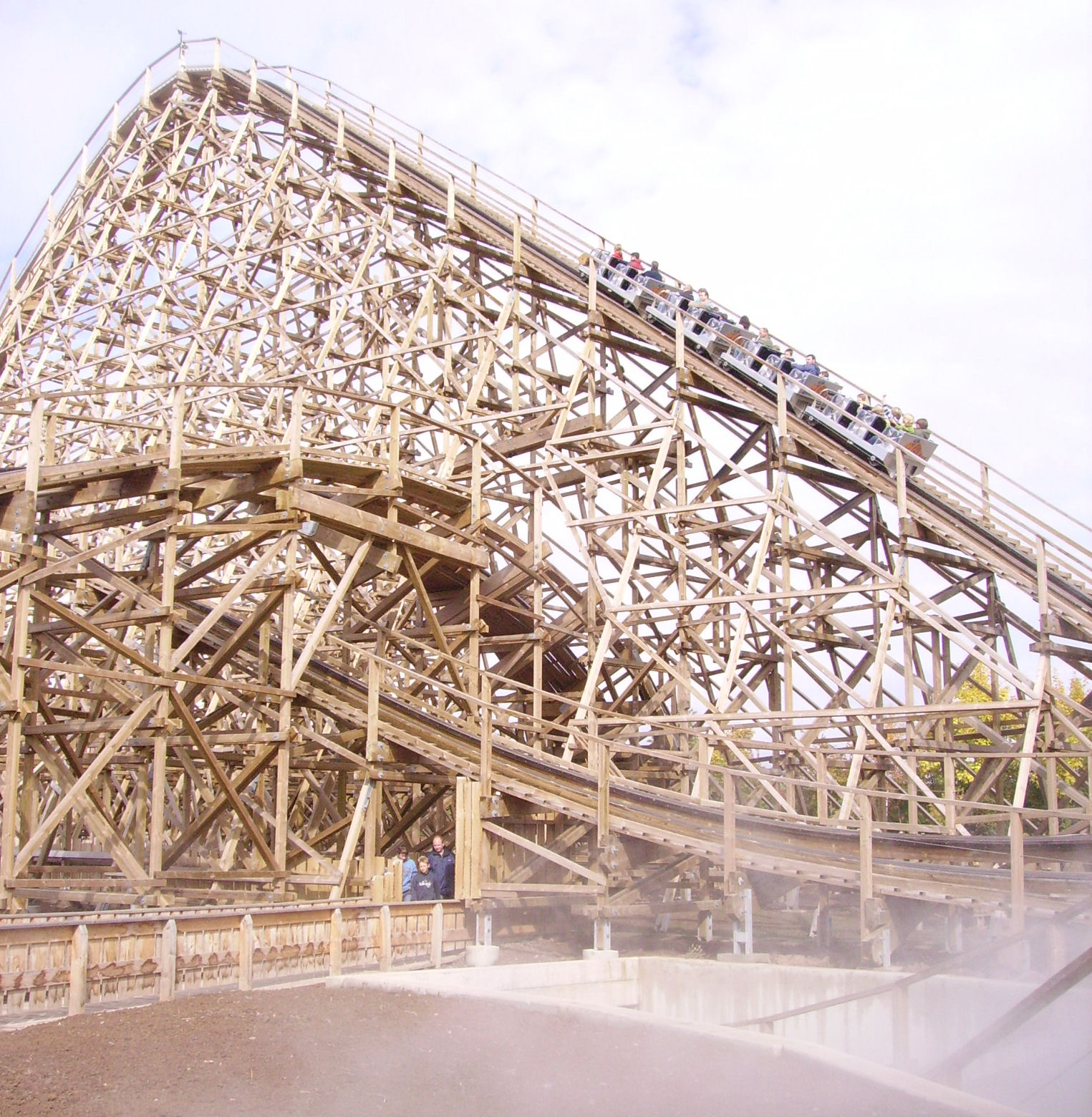
Vue depuis la file d'attente.
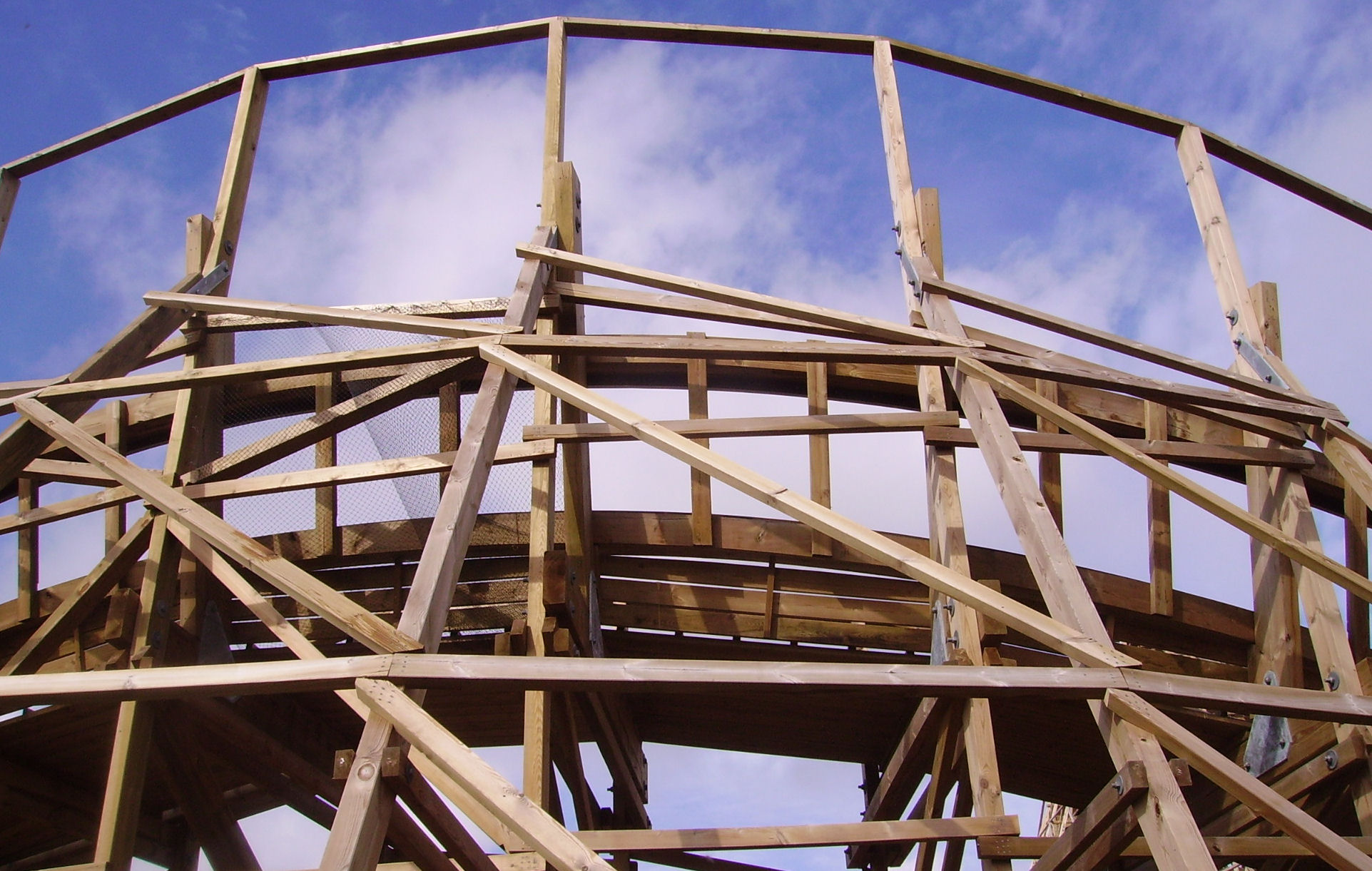
Éléments en bois d'un virage.
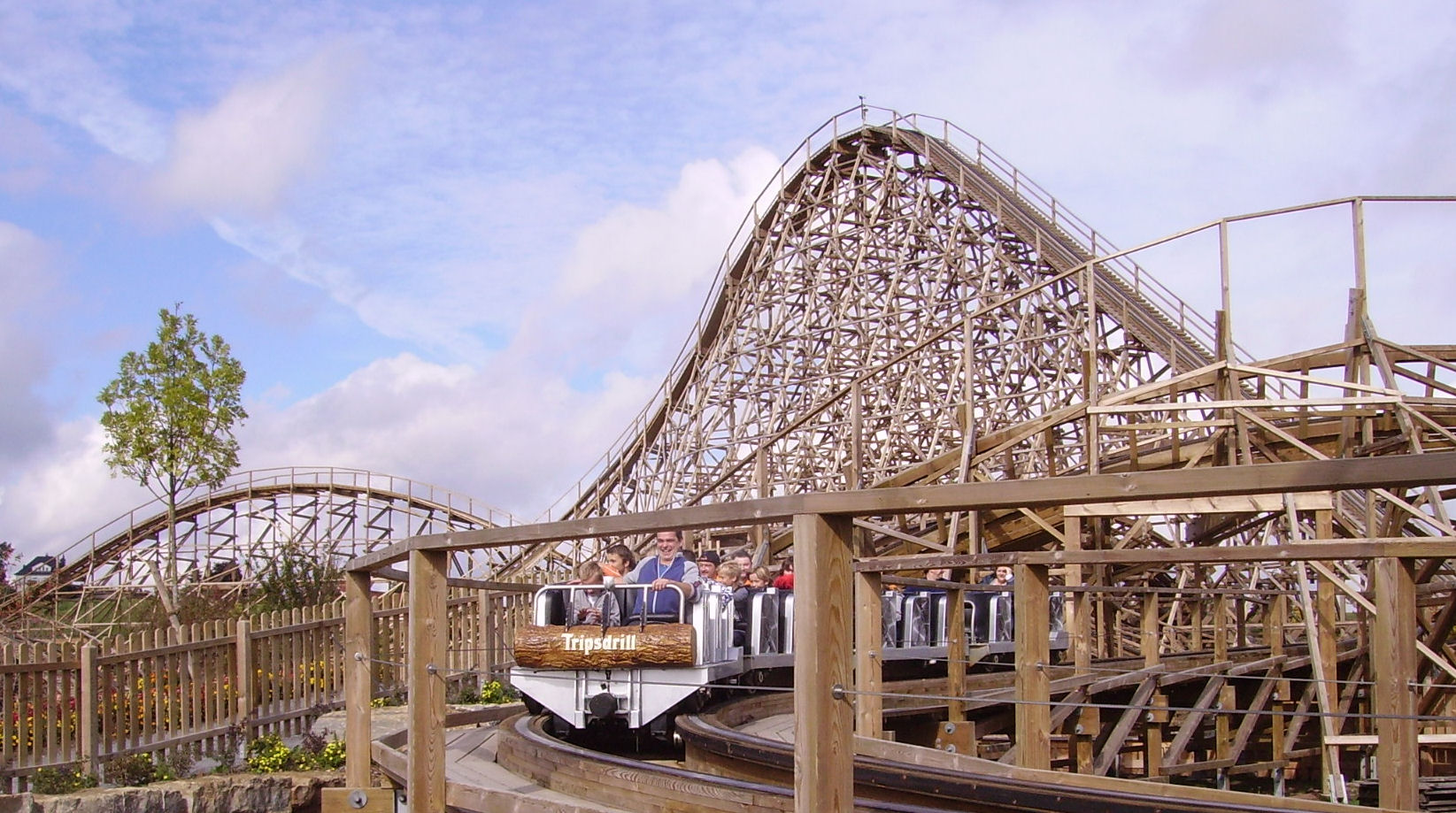
Un train en fin de parcours.